# ロビン・ショウ
ロビン・ショウ（Robin Shou、仇 雲波（チョウ・ユンボー）、威 龍（ウェイ・ロン）、1960年7月17日 - ）は、香港出身の俳優。

## フィルモグラフィ
- タイガー・コネクション Tiger Cage 2 (1990)
- 禁断のメロディ Forbidden Nights (1990)
- モータル・コンバット Mortal Kombat (1995)
- ビバリーヒルズ・ニンジャ Beverly Hills Ninja (1997)
- モータルコンバット2 Mortal Kombat: Annihilation (1997)
- デス・レース Death Race (2008)
- ストリートファイター ザ・レジェンド・オブ・チュンリー Street Fighter: The Legend of Chun-Li (2009)
- デス・レース2 Death Race 2 (2011)
- Mortal Enemies (2011)
- デス・レース3 インフェルノ Death Race 3 Inferno (2013)
- Black Tiger: Hunter Hunted（2014）

## ゲーム
- スリーピングドッグス 香港秘密警察 Sleeping dogs (2012)